# Đội tuyển bóng đá quốc gia Hoa Kỳ
Đội tuyển bóng đá quốc gia Hoa Kỳ (USMNT) đại diện cho Hoa Kỳ tại các giải đấu bóng đá nam quốc tế. Đội tuyển được quản lý bởi Liên đoàn bóng đá Hoa Kỳ, là thành viên chính thức của FIFA và CONCACAF.
Đội tuyển Hoa Kỳ đã có 11 lần tham dự FIFA World Cup, bao gồm cả lần đầu tiên vào năm 1930, nơi đội giành vị trí thứ ba. Hoa Kỳ đã tham dự các kỳ World Cup 1934 và 1950. Sau năm 1950, Hoa Kỳ không đủ điều kiện tham dự World Cup cho đến năm 1990.
Hoa Kỳ đã đăng cai World Cup 1994, nơi họ thua Brazil ở vòng 16 đội. Đội đủ điều kiện tham dự thêm 5 kỳ World Cup liên tiếp sau năm 1994 (tổng cộng 7 lần tham dự liên tiếp, một kỳ tích chỉ được chia sẻ với 7 quốc gia khác), trở thành một trong những đối thủ thường xuyên của giải đấu và thường xuyên tiến vào vòng loại trực tiếp. Hoa Kỳ đã lọt vào vòng tứ kết tại World Cup 2002, nơi đội thua Đức. Tại Confederations Cup 2009, Hoa Kỳ đã loại đội đứng nhất bảng là Tây Ban Nha trong trận bán kết trước khi thua Brazil trong trận chung kết, lần xuất hiện duy nhất của đội ở chung kết của một giải đấu lớn liên lục địa.
Hoa Kỳ cũng thi đấu tại các giải đấu cấp châu lục, bao gồm CONCACAF Gold Cup và Copa América với tư cách khách mời. Hoa Kỳ đã giành được 7 danh hiệu Cúp vàng CONCACAF và là đội duy nhất vô địch CONCACAF Nations League sau 3 lần giải đấu này được tổ chức. Đội cũng đã giành vị trí thứ tư ở 2 kỳ Copa América năm 1995 và 2016. 

## Danh hiệu
Giải đấu lớn
- Vô địch thế giới: 0

Hạng ba: 1930
Tứ kết: 2002
- Vô địch Nam Mỹ: 0

Hạng tư: 1995; 2016
- FIFA Confederations Cup

Á quân (1):  2009
Hạng 3 (2):  1992, 1999
- CONCACAF Gold Cup

Vô địch (7):  1991, 2002, 2005, 2007, 2013, 2017, 2021
Á quân (6):  1989, 1993, 1998, 2009, 2011, 2019
Hạng 3 (2):  1996, 2003
- CONCACAF Nations League

Vô địch (1):  2019–20, 2022-23
- CONCACAF Cup

Á quân (1):  2015
- Thế vận hội mùa hè[7]

Huy chương vàng (1):  1904
Huy chương đồng (1):  1904
- Vòng loại Olympic khu vực CONCACAF

Đứng đầu (2):  1988
Á quân (2):  1972, 1980
Hạng 3 (1):  1964
Giải đấu nhỏ
- Cúp Mỹ

Vô địch (3):  1992, 1995, 2000
Á quân (1):  1999
Hạng 3 (2):  1993, 1996
- Marlboro Cup

Vô địch (2):  1989, 1989
Á quân (3):  1987, 1988, 1989
Hạng 3 (1):  1990
- North American Nations Cup

Á quân (2):  1949, 1991
Hạng 3 (2):  1947, 1990

## Thành tích quốc tế

### Giải vô địch bóng đá thế giới
Sau thành tích đạt hạng ba tại kỳ World Cup 1930, Mỹ phải đợi đến giải đấu năm 2002 mới lọt vào tứ kết theo một cách rất xuất sắc và thuyết phục, ngoài ra đội cũng có nhiều lần dự World Cup và vượt qua vòng bảng.
| Thành tích tại Giải vô địch bóng đá thế giới | Thành tích tại Giải vô địch bóng đá thế giới | Thành tích tại Giải vô địch bóng đá thế giới | Thành tích tại Giải vô địch bóng đá thế giới | Thành tích tại Giải vô địch bóng đá thế giới | Thành tích tại Giải vô địch bóng đá thế giới | Thành tích tại Giải vô địch bóng đá thế giới | Thành tích tại Giải vô địch bóng đá thế giới |
| Năm                                          | Kết quả                                      | Trận                                         | Thắng                                        | Hoà                                          | Thua                                         | BT                                           | BB                                           |
| -------------------------------------------- | -------------------------------------------- | -------------------------------------------- | -------------------------------------------- | -------------------------------------------- | -------------------------------------------- | -------------------------------------------- | -------------------------------------------- |
| 1930                                         | Hạng ba                                      | 3                                            | 2                                            | 0                                            | 1                                            | 7                                            | 6                                            |
| 1934                                         | Vòng 1                                       | 1                                            | 0                                            | 0                                            | 0                                            | 1                                            | 7                                            |
| 1938                                         | Bỏ cuộc                                      | Bỏ cuộc                                      | Bỏ cuộc                                      | Bỏ cuộc                                      | Bỏ cuộc                                      | Bỏ cuộc                                      | Bỏ cuộc                                      |
| 1950                                         | Vòng 1                                       | 3                                            | 1                                            | 0                                            | 2                                            | 4                                            | 8                                            |
| 1954 ↓ 1986                                  | Không vượt qua vòng loại                     | Không vượt qua vòng loại                     | Không vượt qua vòng loại                     | Không vượt qua vòng loại                     | Không vượt qua vòng loại                     | Không vượt qua vòng loại                     | Không vượt qua vòng loại                     |
| 1990                                         | Vòng 1                                       | 3                                            | 0                                            | 0                                            | 3                                            | 4                                            | 6                                            |
| 1994                                         | Vòng 2                                       | 4                                            | 1                                            | 1                                            | 2                                            | 3                                            | 4                                            |
| 1998                                         | Vòng 1                                       | 3                                            | 0                                            | 0                                            | 3                                            | 1                                            | 5                                            |
| 2002                                         | Tứ kết                                       | 5                                            | 2                                            | 1                                            | 2                                            | 7                                            | 7                                            |
| 2006                                         | Vòng 1                                       | 3                                            | 0                                            | 1                                            | 2                                            | 2                                            | 6                                            |
| 2010                                         | Vòng 2                                       | 4                                            | 1                                            | 2                                            | 1                                            | 5                                            | 5                                            |
| 2014                                         | Vòng 2                                       | 4                                            | 1                                            | 1                                            | 2                                            | 5                                            | 6                                            |
| 2018                                         | Không vượt qua vòng loại                     | Không vượt qua vòng loại                     | Không vượt qua vòng loại                     | Không vượt qua vòng loại                     | Không vượt qua vòng loại                     | Không vượt qua vòng loại                     | Không vượt qua vòng loại                     |
| 2022                                         | Vòng 2                                       | 4                                            | 1                                            | 2                                            | 1                                            | 3                                            | 4                                            |
| 2026                                         | Đồng chủ nhà                                 | Đồng chủ nhà                                 | Đồng chủ nhà                                 | Đồng chủ nhà                                 | Đồng chủ nhà                                 | Đồng chủ nhà                                 | Đồng chủ nhà                                 |
| Tổng cộng                                    | 11/22 1 lần hạng ba                          | 36                                           | 9                                            | 8                                            | 19                                           | 39                                           | 64                                           |

### Cúp Liên đoàn các châu lục
| Năm       | Kết quả                   | St                        | T                         | H                         | B                         | Bt                        | Bb                        |
| --------- | ------------------------- | ------------------------- | ------------------------- | ------------------------- | ------------------------- | ------------------------- | ------------------------- |
| 1992      | Hạng ba                   | 2                         | 1                         | 0                         | 1                         | 5                         | 5                         |
| 1995      | Không giành quyền tham dự | Không giành quyền tham dự | Không giành quyền tham dự | Không giành quyền tham dự | Không giành quyền tham dự | Không giành quyền tham dự | Không giành quyền tham dự |
| 1997      | Không giành quyền tham dự | Không giành quyền tham dự | Không giành quyền tham dự | Không giành quyền tham dự | Không giành quyền tham dự | Không giành quyền tham dự | Không giành quyền tham dự |
| 1999      | Hạng ba                   | 5                         | 3                         | 0                         | 2                         | 6                         | 3                         |
| 2001      | Không giành quyền tham dự | Không giành quyền tham dự | Không giành quyền tham dự | Không giành quyền tham dự | Không giành quyền tham dự | Không giành quyền tham dự | Không giành quyền tham dự |
| 2003      | Vòng 1                    | 3                         | 0                         | 1                         | 2                         | 1                         | 3                         |
| 2005      | Không giành quyền tham dự | Không giành quyền tham dự | Không giành quyền tham dự | Không giành quyền tham dự | Không giành quyền tham dự | Không giành quyền tham dự | Không giành quyền tham dự |
| 2009      | Á quân                    | 5                         | 2                         | 0                         | 3                         | 8                         | 9                         |
| 2013      | Không giành quyền tham dự | Không giành quyền tham dự | Không giành quyền tham dự | Không giành quyền tham dự | Không giành quyền tham dự | Không giành quyền tham dự | Không giành quyền tham dự |
| 2017      | Không giành quyền tham dự | Không giành quyền tham dự | Không giành quyền tham dự | Không giành quyền tham dự | Không giành quyền tham dự | Không giành quyền tham dự | Không giành quyền tham dự |
| Tổng cộng | 4/10 1 lần á quân         | 15                        | 6                         | 1                         | 8                         | 20                        | 20                        |

### Cúp Vàng CONCACAF
| Thành tích tại Cúp Vàng CONCACAF | Thành tích tại Cúp Vàng CONCACAF | Thành tích tại Cúp Vàng CONCACAF | Thành tích tại Cúp Vàng CONCACAF | Thành tích tại Cúp Vàng CONCACAF | Thành tích tại Cúp Vàng CONCACAF | Thành tích tại Cúp Vàng CONCACAF | Thành tích tại Cúp Vàng CONCACAF |
| Năm                              | Vòng                             | Số trận                          | Thắng                            | Hoà*                             | Thua                             | Bàn thắng                        | Bàn thua                         |
| -------------------------------- | -------------------------------- | -------------------------------- | -------------------------------- | -------------------------------- | -------------------------------- | -------------------------------- | -------------------------------- |
| 1963–1967                        | Không tham dự                    | Không tham dự                    | Không tham dự                    | Không tham dự                    | Không tham dự                    | Không tham dự                    | Không tham dự                    |
| 1969–1981                        | Không vượt qua vòng loại         | Không vượt qua vòng loại         | Không vượt qua vòng loại         | Không vượt qua vòng loại         | Không vượt qua vòng loại         | Không vượt qua vòng loại         | Không vượt qua vòng loại         |
| 1985                             | Vòng bảng                        | 4                                | 2                                | 1                                | 1                                | 4                                | 3                                |
| 1989                             | Á quân                           | 8                                | 4                                | 3                                | 1                                | 6                                | 3                                |
| 1991                             | Vô địch                          | 5                                | 4                                | 1                                | 0                                | 10                               | 3                                |
| 1993                             | Á quân                           | 5                                | 4                                | 0                                | 1                                | 5                                | 5                                |
| 1996                             | Hạng ba                          | 4                                | 3                                | 0                                | 1                                | 8                                | 3                                |
| 1998                             | Á quân                           | 4                                | 3                                | 0                                | 1                                | 6                                | 2                                |
| 2000                             | Tứ kết                           | 3                                | 2                                | 1                                | 0                                | 6                                | 2                                |
| 2002                             | Vô địch                          | 5                                | 4                                | 1                                | 0                                | 9                                | 1                                |
| 2003                             | Hạng ba                          | 5                                | 4                                | 0                                | 1                                | 13                               | 4                                |
| 2005                             | Vô địch                          | 6                                | 4                                | 2                                | 0                                | 11                               | 3                                |
| 2007                             | Vô địch                          | 6                                | 6                                | 0                                | 0                                | 13                               | 3                                |
| 2009                             | Á quân                           | 6                                | 4                                | 1                                | 1                                | 12                               | 8                                |
| 2011                             | Á quân                           | 6                                | 4                                | 0                                | 2                                | 9                                | 6                                |
| 2013                             | Vô địch                          | 6                                | 6                                | 0                                | 0                                | 20                               | 4                                |
| 2015                             | Hạng tư                          | 6                                | 3                                | 2                                | 1                                | 12                               | 5                                |
| 2017                             | Vô địch                          | 6                                | 5                                | 1                                | 0                                | 13                               | 4                                |
| 2019                             | Á quân                           | 6                                | 5                                | 0                                | 1                                | 15                               | 2                                |
| 2021                             | Vô địch                          | 6                                | 6                                | 0                                | 0                                | 11                               | 1                                |
| 2023                             | Bán kết                          | 5                                | 2                                | 3                                | 0                                | 16                               | 4                                |
| Tổng cộng                        | 7 lần vô địch                    | 102                              | 75                               | 16                               | 11                               | 199                              | 66                               |

### Cúp bóng đá Nam Mỹ
| Năm       | Thành tích     | Thứ hạng       | Pld            | W              | D              | L              | GF             | GA             |
| --------- | -------------- | -------------- | -------------- | -------------- | -------------- | -------------- | -------------- | -------------- |
| 1993      | Vòng bảng      | 12th           | 3              | 0              | 1              | 2              | 3              | 6              |
| 1995      | Hạng tư        | 4th            | 6              | 2              | 1              | 3              | 6              | 7              |
| 1997–2004 | Không được mời | Không được mời | Không được mời | Không được mời | Không được mời | Không được mời | Không được mời | Không được mời |
| 2007      | Vòng bảng      | 12th           | 3              | 0              | 0              | 3              | 2              | 8              |
| 2011–2015 | Không được mời | Không được mời | Không được mời | Không được mời | Không được mời | Không được mời | Không được mời | Không được mời |
| 2016      | Hạng tư        | 4th            | 6              | 3              | 0              | 3              | 7              | 8              |
| 2019–2021 | Không được mời | Không được mời | Không được mời | Không được mời | Không được mời | Không được mời | Không được mời | Không được mời |
| 2024      | Vòng bảng      | 11th           | 3              | 1              | 0              | 2              | 3              | 3              |
| Tổng cộng | 2 lần hạng tư  | 5/13           | 21             | 6              | 2              | 13             | 21             | 32             |

### Giải vô địch bóng đá NAFC
| Thành tích tại Giải vô địch bóng đá NAFC | Thành tích tại Giải vô địch bóng đá NAFC | Thành tích tại Giải vô địch bóng đá NAFC | Thành tích tại Giải vô địch bóng đá NAFC | Thành tích tại Giải vô địch bóng đá NAFC | Thành tích tại Giải vô địch bóng đá NAFC | Thành tích tại Giải vô địch bóng đá NAFC | Thành tích tại Giải vô địch bóng đá NAFC |
| Năm                                      | Thành tích                               | Số trận                                  | Thắng                                    | Hoà*                                     | Thua                                     | Bàn thắng                                | Bàn thua                                 |
| ---------------------------------------- | ---------------------------------------- | ---------------------------------------- | ---------------------------------------- | ---------------------------------------- | ---------------------------------------- | ---------------------------------------- | ---------------------------------------- |
| 1947                                     | Hạng ba                                  | 2                                        | 0                                        | 0                                        | 2                                        | 2                                        | 10                                       |
| 1949                                     | Á quân                                   | 4                                        | 1                                        | 1                                        | 2                                        | 8                                        | 15                                       |
| 1990                                     | Không tham dự                            | Không tham dự                            | Không tham dự                            | Không tham dự                            | Không tham dự                            | Không tham dự                            | Không tham dự                            |
| 1991                                     | Á quân                                   | 2                                        | 1                                        | 1                                        | 0                                        | 4                                        | 2                                        |
| Tổng cộng                                | 3/4 2 lần á quân                         | 8                                        | 2                                        | 2                                        | 4                                        | 14                                       | 27                                       |

### Thế vận hội
- (Nội dung thi đấu dành cho cấp đội tuyển quốc gia cho đến kỳ Đại hội năm 1988)

| Năm       | Thành tích                                                | Thứ hạng                                                  | Pld                                                       | W                                                         | H                                                         | L                                                         | GF                                                        | GA                                                        |
| --------- | --------------------------------------------------------- | --------------------------------------------------------- | --------------------------------------------------------- | --------------------------------------------------------- | --------------------------------------------------------- | --------------------------------------------------------- | --------------------------------------------------------- | --------------------------------------------------------- |
| 1896      | Không tổ chức                                             | Không tổ chức                                             | Không tổ chức                                             | Không tổ chức                                             | Không tổ chức                                             | Không tổ chức                                             | Không tổ chức                                             | Không tổ chức                                             |
| 1900      | Không tham dự                                             | Không tham dự                                             | Không tham dự                                             | Không tham dự                                             | Không tham dự                                             | Không tham dự                                             | Không tham dự                                             | Không tham dự                                             |
| 1904      | Huy chương bạc                                            | 2nd                                                       | 3                                                         | 1                                                         | 1                                                         | 1                                                         | 2                                                         | 7                                                         |
| 1904      | Huy chương đồng                                           | 3rd                                                       | 3                                                         | 0                                                         | 1                                                         | 2                                                         | 0                                                         | 6                                                         |
| 1908      | Không tham dự                                             | Không tham dự                                             | Không tham dự                                             | Không tham dự                                             | Không tham dự                                             | Không tham dự                                             | Không tham dự                                             | Không tham dự                                             |
| 1912      | Không tham dự                                             | Không tham dự                                             | Không tham dự                                             | Không tham dự                                             | Không tham dự                                             | Không tham dự                                             | Không tham dự                                             | Không tham dự                                             |
| 1920      | Không tham dự                                             | Không tham dự                                             | Không tham dự                                             | Không tham dự                                             | Không tham dự                                             | Không tham dự                                             | Không tham dự                                             | Không tham dự                                             |
| 1924      | Vòng 16 đội                                               | 12th                                                      | 2                                                         | 1                                                         | 0                                                         | 1                                                         | 1                                                         | 3                                                         |
| 1928      | Vòng 16 đội                                               | 9th                                                       | 1                                                         | 0                                                         | 0                                                         | 1                                                         | 2                                                         | 11                                                        |
| 1932      | Không tổ chức                                             | Không tổ chức                                             | Không tổ chức                                             | Không tổ chức                                             | Không tổ chức                                             | Không tổ chức                                             | Không tổ chức                                             | Không tổ chức                                             |
| 1936      | Vòng 16 đội                                               | 9th                                                       | 1                                                         | 0                                                         | 0                                                         | 1                                                         | 0                                                         | 1                                                         |
| 1948      | Vòng 16 đội                                               | 11th                                                      | 1                                                         | 0                                                         | 0                                                         | 1                                                         | 0                                                         | 9                                                         |
| 1952      | Vòng 32 đội                                               | 17th                                                      | 1                                                         | 0                                                         | 0                                                         | 1                                                         | 0                                                         | 8                                                         |
| 1956      | Tứ kết                                                    | 5th                                                       | 1                                                         | 0                                                         | 0                                                         | 1                                                         | 1                                                         | 9                                                         |
| 1960      | Không vượt qua vòng loại                                  | Không vượt qua vòng loại                                  | Không vượt qua vòng loại                                  | Không vượt qua vòng loại                                  | Không vượt qua vòng loại                                  | Không vượt qua vòng loại                                  | Không vượt qua vòng loại                                  | Không vượt qua vòng loại                                  |
| 1964      | Không vượt qua vòng loại                                  | Không vượt qua vòng loại                                  | Không vượt qua vòng loại                                  | Không vượt qua vòng loại                                  | Không vượt qua vòng loại                                  | Không vượt qua vòng loại                                  | Không vượt qua vòng loại                                  | Không vượt qua vòng loại                                  |
| 1968      | Không vượt qua vòng loại                                  | Không vượt qua vòng loại                                  | Không vượt qua vòng loại                                  | Không vượt qua vòng loại                                  | Không vượt qua vòng loại                                  | Không vượt qua vòng loại                                  | Không vượt qua vòng loại                                  | Không vượt qua vòng loại                                  |
| 1972      | Vòng bảng                                                 | 14th                                                      | 3                                                         | 0                                                         | 1                                                         | 2                                                         | 0                                                         | 10                                                        |
| 1976      | Không vượt qua vòng loại                                  | Không vượt qua vòng loại                                  | Không vượt qua vòng loại                                  | Không vượt qua vòng loại                                  | Không vượt qua vòng loại                                  | Không vượt qua vòng loại                                  | Không vượt qua vòng loại                                  | Không vượt qua vòng loại                                  |
| 1980      | Vượt qua vòng loại nhưng không thi đấu vì lí do chính trị | Vượt qua vòng loại nhưng không thi đấu vì lí do chính trị | Vượt qua vòng loại nhưng không thi đấu vì lí do chính trị | Vượt qua vòng loại nhưng không thi đấu vì lí do chính trị | Vượt qua vòng loại nhưng không thi đấu vì lí do chính trị | Vượt qua vòng loại nhưng không thi đấu vì lí do chính trị | Vượt qua vòng loại nhưng không thi đấu vì lí do chính trị | Vượt qua vòng loại nhưng không thi đấu vì lí do chính trị |
| 1984      | Vòng bảng                                                 | 9th                                                       | 3                                                         | 1                                                         | 1                                                         | 1                                                         | 4                                                         | 2                                                         |
| 1988      | Vòng bảng                                                 | 12th                                                      | 3                                                         | 0                                                         | 2                                                         | 1                                                         | 3                                                         | 5                                                         |
| Tổng cộng | 10/19 1 lần huy chương bạc                                | 10/19 1 lần huy chương bạc                                | 22                                                        | 3                                                         | 6                                                         | 13                                                        | 13                                                        | 71                                                        |

## Kết quả thi đấu

### 2022
| 27 tháng 1 Vòng loại World Cup 2022 | Hoa Kỳ            | 1–0      | El Salvador | Columbus, Ohio, Hoa Kỳ                                                                  |  |
|                                     | - A. Robinson 52' | Chi tiết |             | Sân vận động: Lower.com Field Lượng khán giả: 20,000 Trọng tài: Bryan López (Guatemala) |  |

| 30 tháng 1 Vòng loại World Cup 2022 | Canada                      | 2–0      | Hoa Kỳ | Hamilton, Canada                                                                       |  |
|                                     | - Larin 7' - Adekugbe 90+5' | Chi tiết |        | Sân vận động: Tim Hortons Field Lượng khán giả: 12,000 Trọng tài: César Ramos (Mexico) |  |

| 2 tháng 2 Vòng loại World Cup 2022 | Hoa Kỳ                                      | 3–0      | Honduras | Saint Paul, Minnesota, Hoa Kỳ                                                         |  |
|                                    | - McKennie 8' - Zimmerman 37' - Pulisic 67' | Chi tiết |          | Sân vận động: Allianz Field Lượng khán giả: 19,202 Trọng tài: Oshane Nation (Jamaica) |  |

| 24 tháng 3 Vòng loại World Cup 2022 | México | 0–0      | Hoa Kỳ | Thành phố México, México                                                                      |  |
|                                     |        | Chi tiết |        | Sân vận động: Sân vận động Azteca Lượng khán giả: 47.000 Trọng tài: Mario Escobar (Guatemala) |  |

| 27 tháng 3 Vòng loại World Cup 2022 | Hoa Kỳ                                                                 | 5–1      | Panama      | Orlando, Florida, Hoa Kỳ                                                                        |  |
|                                     | - Pulisic 17' (ph.đ.), 45+4' (ph.đ.), 65' - Arriola 23' - Ferreira 27' | Chi tiết | - Godoy 86' | Sân vận động: Sân vận động Exploria Lượng khán giả: 25,022 Trọng tài: Iván Barton (El Salvador) |  |

| 30 tháng 3 Vòng loại World Cup 2022 | Costa Rica                   | 2–0      | Hoa Kỳ | San José, Costa Rica                                                                                   |  |
|                                     | - Vargas 51' - Contreras 59' | Chi tiết |        | Sân vận động: Sân vận động Quốc gia Costa Rica Lượng khán giả: 35,000 Trọng tài: Drew Fischer (Canada) |  |

| 1 tháng 6 Giao hữu | Hoa Kỳ                                         | 3–0      | Maroc | Cincinnati, Ohio, Hoa Kỳ                                                                      |  |
|                    | - Aaronson 26' - Weah 32' - Wright 64' (ph.đ.) | Chi tiết |       | Sân vận động: Sân vận động TQL Lượng khán giả: 24,002 Trọng tài: Ismael Cornejo (El Salvador) |  |

| 5 tháng 6 Giao hữu | Hoa Kỳ | 0–0      | Uruguay | Kansas City, Kansas, Hoa Kỳ                                                                    |  |
|                    |        | Chi tiết |         | Sân vận động: Children's Mercy Park Lượng khán giả: 19,569 Trọng tài: Adonai Escobedo (Mexico) |  |

| 10 tháng 6 CONCACAF Nations League 2022–23 | Hoa Kỳ                                      | 5–0      | Grenada | Austin, Texas, Hoa Kỳ                                                                    |  |
|                                            | - Ferreira 43', 54', 56', 78' - Arriola 62' | Chi tiết |         | Sân vận động: Sân vận động Q2 Lượng khán giả: 20,500 Trọng tài: Said Martínez (Honduras) |  |

| 14 tháng 6 CONCACAF Nations League 2022–23 | El Salvador | 1–1      | Hoa Kỳ         | San Salvador, El Salvador                                                                         |  |
|                                            | - Larín 35' | Chi tiết | - Morris 90+1' | Sân vận động: Sân vận động Cuscatlán Lượng khán giả: 6,313 Trọng tài: César Arturo Ramos (Mexico) |  |

| 23 tháng 9 Giao hữu | Nhật Bản                  | 2–0      | Hoa Kỳ | Düsseldorf, Đức                                                                      |  |
|                     | - Kamada 24' - Mitoma 88' | Chi tiết |        | Sân vận động: Merkur Spiel-Arena Lượng khán giả: 5,149 Trọng tài: Felix Zwayer (Đức) |  |

| 27 tháng 9 Giao hữu | Ả Rập Xê Út | 0–0      | Hoa Kỳ | Murcia, Tây Ban Nha                                                                            |  |
|                     |             | Chi tiết |        | Sân vận động: Sân vận động Nueva Condomina Lượng khán giả: 364 Trọng tài: Ivan Bebek (Croatia) |  |

| 21 tháng 11 Bảng B World Cup 2022 | Hoa Kỳ     | 1–1      | Wales              | Al Rayyan, Qatar                                                                                         |  |
|                                   | - Weah 36' | Chi tiết | - Bale 82' (ph.đ.) | Sân vận động: Sân vận động Ahmed bin Ali Lượng khán giả: 43,418 Trọng tài: Abdulrahman Al-Jassim (Qatar) |  |

| 25 tháng 11 Bảng B World Cup 2022 | Anh | 0–0      | Hoa Kỳ | Al Khor, Qatar                                                                                    |  |
| 14:00 ET                          |     | Chi tiết |        | Sân vận động: Sân vận động Al Bayt Lượng khán giả: 68,463 Trọng tài: Jesús Valenzuela (Venezuela) |  |

| 29 tháng 11 Bảng B World Cup 2022 | Iran | 0–1      | Hoa Kỳ        | Doha, Qatar                                                                                               |  |
| 14:00 ET                          |      | Chi tiết | - Pulisic 38' | Sân vận động: Sân vận động Al Thumama Lượng khán giả: 42,127 Trọng tài: Antonio Mateu Lahoz (Tây Ban Nha) |  |

| 3 tháng 12 Vòng 16 đội World Cup 2022 | Hà Lan                                   | 3–1      | Hoa Kỳ       | Al Rayyan, Qatar                                                                                     |  |
|                                       | - Depay 10' - Blind 45+1' - Dumfries 81' | Chi tiết | - Wright 76' | Sân vận động: Sân vận động Quốc tế Khalifa Lượng khán giả: 44,846 Trọng tài: Wilton Sampaio (Brazil) |  |

### 2023
| 24 tháng 3 Vòng bảng Nations League | Grenada         | 1–7      | Hoa Kỳ                                                                         | St. George's, Grenada                                                                                        |  |
| 20:00 (ET)                          | - Hippolyte 32' | Chi tiết | - Pepi 4', 53' - Aaronson 20' - McKennie 31', 34' - Pulisic 49' - Zendejas 72' | Sân vận động: Sân vận động Kirani James Athletic Lượng khán giả: 7.032 Trọng tài: Daneon Parchment (Jamaica) |  |

| 27 tháng 3 Vòng bảng Nations League | Hoa Kỳ     | 1–0      | El Salvador | Orlando, Florida                                                                           |  |
| 19:30 (ET)                          | - Pepi 62' | Chi tiết |             | Sân vận động: Exploria Stadium Lượng khán giả: 18.947 Trọng tài: Mario Escobar (Guatemala) |  |

| 19 tháng 4 Giao hữu | Hoa Kỳ         | 1–1      | México       | Glendale, Arizona                                                                               |  |
| 22:22 (ET)          | - Ferreira 81' | Chi tiết | - Antuna 55' | Sân vận động: Sân vận động State Farm Lượng khán giả: 55.730 Trọng tài: Bryan Lopez (Guatemala) |  |

| 15 tháng 6 Bán kết Nations League | Hoa Kỳ                        | 3–0      | México | Paradise, Nevada                                                                            |  |
| 19:00 PT                          | - Pulisic 37', 46' - Pepi 78' | Chi tiết |        | Sân vận động: Allegiant Stadium Lượng khán giả: 65.000 Trọng tài: Iván Barton (El Salvador) |  |

| 18 tháng 6 Chung kết Nations League | Canada | 0–2      | Hoa Kỳ                       | Paradise, Nevada                                                                                |  |
| 20:30 (ET)                          |        | Chi tiết | - Richards 12' - Balogun 34' | Sân vận động: Sân vận động Allegiant Lượng khán giả: 35.000 Trọng tài: Saíd Martínez (Honduras) |  |

| 24 tháng 6 Vòng bảng Cúp Vàng | Hoa Kỳ        | 1–1      | Jamaica    | Chicago, Illinois                                                                  |  |
| 21:30 ET                      | - Vázquez 88' | Chi tiết | - Lowe 13' | Sân vận động: Soldier Field Lượng khán giả: 36.666 Trọng tài: César Ramos (México) |  |

| 28 tháng 6 Vòng bảng Cúp Vàng | Saint Kitts và Nevis | 0–6      | Hoa Kỳ                                                        | St. Louis, Missouri                                                                         |  |
| 21:30 (ET)                    |                      | Chi tiết | - Mihailovic 12', 79' - Reynolds 14' - Ferreira 16', 25', 50' | Sân vận động: CityPark Lượng khán giả: 21.216 Trọng tài: Juan Gabriel Calderón (Costa Rica) |  |

| 2 tháng 7 Vòng bảng Cúp Vàng | Hoa Kỳ                                                                      | 6–0      | Trinidad và Tobago | Charlotte, North Carolina                                                                              |  |
| 19:00 (ET)                   | - Ferreira 14', 38', 45+3' (ph.đ.) - Cowell 65' - Busio 79' - Vázquez 90+4' | Chi tiết |                    | Sân vận động: Sân vận động Bank of America Lượng khán giả: 40.243 Trọng tài: Mario Escobar (Guatemala) |  |

| 9 tháng 7 Tứ kết Cúp Vàng             | Hoa Kỳ                              | 2–2 (s.h.p.) (3–2 p)                              | Canada                                     | Cincinnati, Ohio                                                                 |  |
| 19:30 ET                              | - Vázquez 88' - Kennedy 114' (l.n.) | Chi tiết                                          | - Vitória 90+3' (ph.đ.) - Shaffelburg 109' | Sân vận động: TQL Stadium Lượng khán giả: 24.979 Trọng tài: Marco Ortiz (México) |  |
|                                       |                                     | Loạt sút luân lưu                                 |                                            |                                                                                  |  |
| - Vázquez - Cowell - Busio - Ferreira |                                     | - Vitória - Fraser - Miller - Russell-Rowe - Brym |                                            |                                                                                  |  |

| 12 tháng 7 Bán kết Cúp Vàng                                  | Hoa Kỳ        | 1–1 (s.h.p.) (4–5 p)                                             | Panama          | San Diego, California                                                                            |  |
| 19:30 (ET)                                                   | Ferreira 105' | Chi tiết                                                         | I. Anderson 99' | Sân vận động: Sân vận động Snapdragon Lượng khán giả: 31,690 Trọng tài: Walter López (Guatemala) |  |
|                                                              |               | Loạt sút luân lưu                                                |                 |                                                                                                  |  |
| - Ferreira - Mihailovic - Morris - Gressel - Miazga - Roldan |               | - Escobar - Díaz - Martínez - Bárcenas - Waterman - Carrasquilla |                 |                                                                                                  |  |

| 9 tháng 9 Giao hữu | Hoa Kỳ                                         | 3–0      | Uzbekistan | St. Louis, Missouri                                                                |  |
| 17:30 (EDT)        | - Weah 4' - Pepi 90+1' - Pulisic 90+5' (ph.đ.) | Chi tiết |            | Sân vận động: CityPark Lượng khán giả: 15.569 Trọng tài: Nelson Salgado (Honduras) |  |

| 12 tháng 9 Giao hữu | Hoa Kỳ                                                         | 4–0      | Oman | Saint Paul, Minnesota                                                                   |  |
| 20:30 (EDT)         | - Balogun 13' - Aaronson 60' - Pepi 79' - Al-Braiki 81' (l.n.) | Chi tiết |      | Sân vận động: Allianz Field Lượng khán giả: 13.665 Trọng tài: Mario Escobar (Guatemala) |  |

| 14 tháng 10 Giao hữu | Hoa Kỳ        | 1–3      | Đức                                         | East Hartford, Connecticut                                                                              |  |
| 15:00 (ET)           | - Pulisic 27' | Chi tiết | - Gündoğan 39' - Füllkrug 58' - Musiala 61' | Sân vận động: Sân vận động Pratt & Whitney Lượng khán giả: 37.743 Trọng tài: Fernando Guerrero (México) |  |

| 17 tháng 10 Giao hữu | Hoa Kỳ                                               | 4–0      | Ghana | Nashville, Tennessee                                                             |  |
| 20:30 (ET)           | - Reyna 10', 39' - Pulisic 19' (ph.đ.) - Balogun 22' | Chi tiết |       | Sân vận động: Geodis Park Lượng khán giả: 18.468 Trọng tài: Marco Ortiz (México) |  |

| 16 tháng 11 Tứ kết Nations League | Hoa Kỳ                                | 3–0      | Trinidad và Tobago | Austin, Texas                                                                           |  |
| 21:00 (ET)                        | - Pepi 81' - Robinson 86' - Reyna 89' | Chi tiết |                    | Sân vận động: Sân vận động Q2 Lượng khán giả: 19.850 Trọng tài: Oshane Nation (Jamaica) |  |

| 20 tháng 11 Tứ kết Nations League                                                        | Trinidad và Tobago      | 2–1 (TTS 2–4) | Hoa Kỳ         | Port of Spain, Trinidad and Tobago                                             |  |
| 19:00 (ET)                                                                               | - Moore 43' - Jones 57' | Chi tiết      | - Robinson 25' | Sân vận động: Sân vận động Hasely Crawford Trọng tài: Walter López (Guatemala) |  |
| Ghi chú: Hoa Kỳ thắng với tổng tỉ số 4–2 và giành quyền tham dự Cúp bóng đá Nam Mỹ 2024. |                         |               |                |                                                                                |  |

| January 20 Friendly | Hoa Kỳ | 0–1      | Slovenia       | San Antonio, Texas                                                                       |  |
| 15:00 ET            |        | Chi tiết | - Gradišar 26' | Sân vận động: Toyota Field Lượng khán giả: 9,191 Trọng tài: Pierre Luc Lauziere (Canada) |  |

| March 21 Nations League SF | Hoa Kỳ | v | Jamaica | Arlington, Texas           |  |
| 19:00 ET                   |        |   |         | Sân vận động: AT&T Stadium |  |

| March 24 Nations League 3rd/F | Hoa Kỳ | v | TBD | Arlington, Texas           |
|                               |        |   |     | Sân vận động: AT&T Stadium |

| June 23 2024 Copa América | Hoa Kỳ | v | Bolivia | Arlington, Texas           |  |
| 17:00 CDT                 |        |   |         | Sân vận động: AT&T Stadium |  |

| June 27 2024 Copa América | Panama | v | Hoa Kỳ | Atlanta, Georgia                    |  |
| 18:00 EDT                 |        |   |        | Sân vận động: Mercedes-Benz Stadium |  |

| July 1 2024 Copa América | Hoa Kỳ | v | Uruguay | Kansas City, Missouri           |  |
| 20:00 CDT                |        |   |         | Sân vận động: Arrowhead Stadium |  |

## Kỷ lục
Tính đến 12 tháng 9 năm 2023.
Cầu thủ in đậm là vẫn đang chơi cho đội tuyển quốc gia.

### Ra sân nhiều nhất
| Thứ tự | Cầu thủ          | Ra sân | Số bàn | Thời gian |
| ------ | ---------------- | ------ | ------ | --------- |
| 1      | Cobi Jones       | 164    | 15     | 1992–2004 |
| 2      | Landon Donovan   | 157    | 57     | 2000–2014 |
| 3      | Michael Bradley  | 151    | 17     | 2006–2019 |
| 4      | Clint Dempsey    | 141    | 57     | 2004–2017 |
| 5      | Jeff Agoos       | 134    | 4      | 1988–2003 |
| 6      | Marcelo Balboa   | 127    | 13     | 1988–2000 |
| 7      | DaMarcus Beasley | 126    | 17     | 2001–2017 |
| 8      | Tim Howard       | 121    | 0      | 2002–2017 |
| 9      | Jozy Altidore    | 115    | 42     | 2007–2019 |
| 10     | Claudio Reyna    | 112    | 8      | 1994–2006 |

### Ghi bàn nhiều nhất
| Thứ tự | Cầu thủ           | Số bàn | Ra sân | Tỉ lệ | Thời gian     |
| ------ | ----------------- | ------ | ------ | ----- | ------------- |
| 1      | Clint Dempsey     | 57     | 141    | 0.404 | 2004–2017     |
| 1      | Landon Donovan    | 57     | 157    | 0.363 | 2000–2014     |
| 3      | Jozy Altidore     | 42     | 115    | 0.365 | 2007–2019     |
| 4      | Eric Wynalda      | 34     | 106    | 0.321 | 1990–2000     |
| 5      | Brian McBride     | 30     | 95     | 0.316 | 1993–2006     |
| 6      | Christian Pulisic | 26     | 62     | 0.419 | 2016–hiện tại |
| 7      | Joe-Max Moore     | 24     | 100    | 0.240 | 1992–2002     |
| 8      | Bruce Murray      | 21     | 85     | 0.247 | 1985–1993     |
| 9      | Eddie Johnson     | 19     | 63     | 0.302 | 2004–2014     |
| 10     | Earnie Stewart    | 17     | 101    | 0.168 | 1990–2004     |
| 10     | DaMarcus Beasley  | 17     | 126    | 0.135 | 2001–2017     |
| 10     | Michael Bradley   | 17     | 151    | 0.113 | 2006–2019     |

## Đội hình hiện tại
23 cầu thủ sau đây được điền tên vào đội tuyển để tham dự các trận đấu thuộc khuôn khổ CONCACAF Nations League 2023–24 với Jamaica và Mexico vào ngày 21 và 24 tháng 3 năm 2024.

Trận đấu và bàn thắng được cập nhật kể từ ngày 24 tháng 3 năm 2024, sau trận đấu với Mexico. 
| Số | VT | Cầu thủ                        | Ngày sinh (tuổi)  | Trận | Bàn | Câu lạc bộ               |
| -- | -- | ------------------------------ | ----------------- | ---- | --- | ------------------------ |
| 1  | TM | Matt Turner                    | 24 tháng 6, 1994  | 39   | 0   | Nottingham Forest        |
| 18 | TM | Ethan Horvath                  | 9 tháng 6, 1995   | 9    | 0   | Cardiff City             |
| 22 | TM | Drake Callender                | 7 tháng 10, 1997  | 0    | 0   | Inter Miami              |
|    |    |                                |                   |      |     |                          |
| 2  | HV | Sergiño Dest                   | 3 tháng 11, 2000  | 33   | 2   | PSV Eindhoven            |
| 3  | HV | Chris Richards                 | 28 tháng 3, 2000  | 16   | 1   | Crystal Palace           |
| 5  | HV | Antonee Robinson               | 8 tháng 8, 1997   | 41   | 4   | Fulham                   |
| 12 | HV | Miles Robinson                 | 14 tháng 3, 1997  | 29   | 3   | FC Cincinnati            |
| 13 | HV | Tim Ream                       | 5 tháng 10, 1987  | 56   | 1   | Fulham                   |
| 16 | HV | Mark McKenzie                  | 25 tháng 2, 1999  | 13   | 0   | Genk                     |
| 19 | HV | Joe Scally                     | 31 tháng 12, 2002 | 9    | 0   | Borussia Mönchengladbach |
| 23 | HV | Kristoffer Lund                | 14 tháng 5, 2002  | 3    | 0   | Palermo                  |
|    |    |                                |                   |      |     |                          |
| 4  | TV | Tyler Adams                    | 14 tháng 2, 1999  | 38   | 2   | Bournemouth              |
| 6  | TV | Yunus Musah                    | 29 tháng 11, 2002 | 35   | 0   | Milan                    |
| 7  | TV | Giovanni Reyna                 | 13 tháng 11, 2002 | 26   | 8   | Nottingham Forest        |
| 8  | TV | Weston McKennie                | 28 tháng 8, 1998  | 51   | 11  | Juventus                 |
| 10 | TĐ | Christian Pulisic (đội trưởng) | 18 tháng 9, 1998  | 66   | 28  | Milan                    |
| 15 | TV | Johnny Cardoso                 | 20 tháng 9, 2001  | 11   | 0   | Real Betis               |
|    |    |                                |                   |      |     |                          |
| 9  | TĐ | Ricardo Pepi                   | 9 tháng 1, 2003   | 23   | 10  | PSV Eindhoven            |
| 11 | TĐ | Brenden Aaronson               | 22 tháng 10, 2000 | 40   | 8   | Union Berlin             |
| 14 | TĐ | Haji Wright                    | 27 tháng 3, 1998  | 9    | 4   | Coventry City            |
| 17 | TĐ | Malik Tillman                  | 28 tháng 5, 2002  | 10   | 0   | PSV Eindhoven            |
| 20 | TĐ | Folarin Balogun                | 3 tháng 7, 2001   | 10   | 3   | Monaco                   |
| 21 | TĐ | Timothy Weah                   | 22 tháng 2, 2000  | 37   | 5   | Juventus                 |

### Triệu tập gần đây
| Vt                                                    | Cầu thủ                | Ngày sinh (tuổi)  | Số trận | Bt | Câu lạc bộ             | Lần cuối triệu tập                       |
| ----------------------------------------------------- | ---------------------- | ----------------- | ------- | -- | ---------------------- | ---------------------------------------- |
| TM                                                    | Patrick Schulte        | 13 tháng 3, 2001  | 1       | 0  | Columbus Crew          | v. Slovenia; January 20, 2024            |
| TM                                                    | Roman Celentano        | 14 tháng 9, 2000  | 0       | 0  | FC Cincinnati          | v. Slovenia; January 20, 2024            |
| TM                                                    | Gabriel Slonina        | 15 tháng 5, 2004  | 1       | 0  | Eupen                  | v. Trinidad và Tobago; November 20, 2023 |
| TM                                                    | Sean Johnson           | 31 tháng 5, 1989  | 13      | 0  | Toronto FC             | 2023 CONCACAF Gold Cup                   |
| TM                                                    | Josh Cohen             | 8 tháng 8, 1992   | 0       | 0  | Atlanta United FC      | 2023 CONCACAF Nations League Finals PRE  |
| TM                                                    | Zack Steffen           | 2 tháng 4, 1995   | 29      | 0  | Colorado Rapids        | v. El Salvador; March 27, 2023           |
|                                                       |                        |                   |         |    |                        |                                          |
| HV                                                    | Shaq Moore             | 2 tháng 11, 1996  | 18      | 1  | Nashville SC           | v. Slovenia; January 20, 2024            |
| HV                                                    | James Sands            | 6 tháng 7, 2000   | 13      | 0  | New York City FC       | v. Slovenia; January 20, 2024            |
| HV                                                    | DeJuan Jones           | 24 tháng 6, 1997  | 8       | 0  | New England Revolution | v. Slovenia; January 20, 2024            |
| HV                                                    | John Tolkin            | 31 tháng 7, 2002  | 4       | 0  | New York Red Bulls     | v. Slovenia; January 20, 2024            |
| HV                                                    | Caleb Wiley            | 22 tháng 12, 2004 | 2       | 0  | Atlanta United FC      | v. Slovenia; January 20, 2024            |
| HV                                                    | Nathan Harriel         | 23 tháng 4, 2001  | 0       | 0  | Philadelphia Union     | v. Slovenia; January 20, 2024            |
| HV                                                    | Ian Murphy             | 16 tháng 1, 2000  | 0       | 0  | FC Cincinnati          | v. Slovenia; January 20, 2024            |
| HV                                                    | Nkosi Tafari           | 23 tháng 3, 1997  | 0       | 0  | FC Dallas              | v. Slovenia; January 20, 2024            |
| HV                                                    | Jackson Ragen          | 24 tháng 9, 1998  | 0       | 0  | Seattle Sounders FC    | Training Camp January 8–16, 2024 INJ     |
| HV                                                    | Cameron Carter-Vickers | 31 tháng 12, 1997 | 16      | 0  | Celtic                 | v. Trinidad và Tobago; November 20, 2023 |
| HV                                                    | DeAndre Yedlin         | 9 tháng 7, 1993   | 81      | 0  | FC Cincinnati          | 2023 CONCACAF Gold Cup                   |
| HV                                                    | Aaron Long             | 12 tháng 10, 1992 | 35      | 3  | Los Angeles FC         | 2023 CONCACAF Gold Cup                   |
| HV                                                    | Matt Miazga            | 19 tháng 7, 1995  | 28      | 1  | FC Cincinnati          | 2023 CONCACAF Gold Cup                   |
| HV                                                    | Bryan Reynolds         | 28 tháng 6, 2001  | 7       | 1  | Westerlo               | 2023 CONCACAF Gold Cup                   |
| HV                                                    | Jalen Neal             | 24 tháng 8, 2003  | 6       | 0  | LA Galaxy              | 2023 CONCACAF Gold Cup                   |
| HV                                                    | Walker Zimmerman       | 19 tháng 5, 1993  | 42      | 3  | Nashville SC           | 2023 CONCACAF Nations League Finals      |
| HV                                                    | Auston Trusty          | 12 tháng 8, 1998  | 2       | 0  | Sheffield United       | 2023 CONCACAF Nations League Finals      |
| HV                                                    | Joshua Wynder          | 2 tháng 5, 2005   | 0       | 0  | Benfica B              | v. México; April 19, 2023                |
|                                                       |                        |                   |         |    |                        |                                          |
| TV                                                    | Luca de la Torre       | 23 tháng 5, 1998  | 20      | 0  | Celta Vigo             | 2024 CONCACAF Nations League Finals INJ  |
| TV                                                    | Aidan Morris           | 16 tháng 11, 2001 | 5       | 0  | Columbus Crew          | v. Slovenia; January 20, 2024            |
| TV                                                    | Josh Atencio           | 31 tháng 1, 2002  | 1       | 0  | Seattle Sounders FC    | v. Slovenia; January 20, 2024            |
| TV                                                    | Aziel Jackson          | 25 tháng 10, 2001 | 1       | 0  | St. Louis City SC      | v. Slovenia; January 20, 2024            |
| TV                                                    | Jack McGlynn           | 7 tháng 7, 2003   | 1       | 0  | Philadelphia Union     | v. Slovenia; January 20, 2024            |
| TV                                                    | Timothy Tillman        | 4 tháng 1, 1999   | 1       | 0  | Los Angeles FC         | v. Slovenia; January 20, 2024            |
| TV                                                    | Sean Zawadzki          | 21 tháng 4, 2000  | 1       | 0  | Columbus Crew          | v. Slovenia; January 20, 2024            |
| TV                                                    | Lennard Maloney        | 8 tháng 10, 1999  | 2       | 0  | 1. FC Heidenheim       | v. Trinidad và Tobago; November 20, 2023 |
| TV                                                    | Paxten Aaronson        | 26 tháng 8, 2003  | 1       | 0  | Vitesse                | v. Trinidad và Tobago; November 20, 2023 |
| TV                                                    | Tanner Tessmann        | 24 tháng 9, 2001  | 2       | 0  | Venezia                | v. Oman; September 12, 2023              |
| TV                                                    | Benjamin Cremaschi     | 2 tháng 3, 2005   | 1       | 0  | Inter Miami CF         | v. Oman; September 12, 2023              |
| TV                                                    | Cristian Roldan        | 3 tháng 6, 1995   | 37      | 0  | Seattle Sounders FC    | 2023 CONCACAF Gold Cup                   |
| TV                                                    | Jackson Yueill         | 19 tháng 3, 1997  | 16      | 0  | San Jose Earthquakes   | 2023 CONCACAF Gold Cup                   |
| TV                                                    | Gianluca Busio         | 28 tháng 5, 2002  | 13      | 1  | Venezia                | 2023 CONCACAF Gold Cup                   |
| TV                                                    | Djordje Mihailovic     | 10 tháng 11, 1998 | 11      | 3  | Colorado Rapids        | 2023 CONCACAF Gold Cup                   |
| TV                                                    | Alan Soñora            | 3 tháng 8, 1998   | 5       | 0  | Huracán                | 2023 CONCACAF Gold CupINJ                |
| TV                                                    | Kellyn Acosta          | 24 tháng 7, 1995  | 58      | 2  | Chicago Fire           | v. México; April 19, 2023                |
| TV                                                    | Paxton Pomykal         | 17 tháng 12, 1999 | 3       | 0  | FC Dallas              | v. México; April 19, 2023                |
|                                                       |                        |                   |         |    |                        |                                          |
| TĐ                                                    | Josh Sargent           | 20 tháng 2, 2000  | 23      | 5  | Norwich City           | 2024 CONCACAF Nations League Finals INJ  |
| TĐ                                                    | Esmir Bajraktarevic    | 10 tháng 3, 2005  | 1       | 0  | New England Revolution | v. Slovenia; January 20, 2024            |
| TĐ                                                    | Bernard Kamungo        | 1 tháng 1, 2002   | 1       | 0  | FC Dallas              | v. Slovenia; January 20, 2024            |
| TĐ                                                    | Diego Luna             | 7 tháng 9, 2003   | 1       | 0  | Real Salt Lake         | v. Slovenia; January 20, 2024            |
| TĐ                                                    | Duncan McGuire         | 5 tháng 2, 2001   | 1       | 0  | Orlando City SC        | v. Slovenia; January 20, 2024            |
| TĐ                                                    | Brian White            | 3 tháng 2, 1996   | 1       | 0  | Vancouver Whitecaps FC | v. Slovenia; January 20, 2024            |
| TĐ                                                    | Cade Cowell            | 14 tháng 10, 2003 | 8       | 1  | Guadalajara            | Training Camp January 8–16, 2024WD       |
| TĐ                                                    | Alejandro Zendejas     | 7 tháng 2, 1998   | 7       | 1  | América                | v. Trinidad và Tobago; November 20, 2023 |
| TĐ                                                    | Kevin Paredes          | 7 tháng 5, 2003   | 3       | 0  | VfL Wolfsburg          | v. Trinidad và Tobago; November 20, 2023 |
| TĐ                                                    | Jordan Morris          | 26 tháng 10, 1994 | 55      | 11 | Seattle Sounders FC    | 2023 CONCACAF Gold Cup                   |
| TĐ                                                    | Jesús Ferreira         | 24 tháng 12, 2000 | 23      | 15 | FC Dallas              | 2023 CONCACAF Gold Cup                   |
| TĐ                                                    | Brandon Vázquez        | 14 tháng 10, 1998 | 8       | 4  | Monterrey              | 2023 CONCACAF Gold Cup                   |
| TĐ                                                    | Julian Gressel         | 16 tháng 12, 1993 | 6       | 0  | Inter Miami CF         | 2023 CONCACAF Gold Cup                   |
| TĐ                                                    | Taylor Booth           | 31 tháng 5, 2001  | 2       | 0  | Utrecht                | 2023 CONCACAF Nations League Finals      |
| TĐ                                                    | Paul Arriola           | 5 tháng 2, 1995   | 50      | 10 | FC Dallas              | v. México; April 19, 2023 PRE            |
| TĐ                                                    | {Patrick Schulte       | 13 tháng 3, 2001  | 1       | 0  | Columbus Crew          | v. Slovenia; January 20, 2024            |
| TM                                                    | Roman Celentano        | 14 tháng 9, 2000  | 0       | 0  | FC Cincinnati          | v. Slovenia; January 20, 2024            |
| TM                                                    | Gabriel Slonina        | 15 tháng 5, 2004  | 1       | 0  | Eupen                  | v. Trinidad và Tobago; November 20, 2023 |
| TM                                                    | Sean Johnson           | 31 tháng 5, 1989  | 13      | 0  | Toronto FC             | 2023 CONCACAF Gold Cup                   |
| TM                                                    | Josh Cohen             | 8 tháng 8, 1992   | 0       | 0  | Atlanta United FC      | 2023 CONCACAF Nations League Finals PRE  |
| TM                                                    | Zack Steffen           | 2 tháng 4, 1995   | 29      | 0  | Colorado Rapids        | v. El Salvador; March 27, 2023           |
|                                                       |                        |                   |         |    |                        |                                          |
| HV                                                    | Shaq Moore             | 2 tháng 11, 1996  | 18      | 1  | Nashville SC           | v. Slovenia; January 20, 2024            |
| HV                                                    | James Sands            | 6 tháng 7, 2000   | 13      | 0  | New York City FC       | v. Slovenia; January 20, 2024            |
| HV                                                    | DeJuan Jones           | 24 tháng 6, 1997  | 8       | 0  | New England Revolution | v. Slovenia; January 20, 2024            |
| HV                                                    | John Tolkin            | 31 tháng 7, 2002  | 4       | 0  | New York Red Bulls     | v. Slovenia; January 20, 2024            |
| HV                                                    | Caleb Wiley            | 22 tháng 12, 2004 | 2       | 0  | Atlanta United FC      | v. Slovenia; January 20, 2024            |
| HV                                                    | Nathan Harriel         | 23 tháng 4, 2001  | 0       | 0  | Philadelphia Union     | v. Slovenia; January 20, 2024            |
| HV                                                    | Ian Murphy             | 16 tháng 1, 2000  | 0       | 0  | FC Cincinnati          | v. Slovenia; January 20, 2024            |
| HV                                                    | Nkosi Tafari           | 23 tháng 3, 1997  | 0       | 0  | FC Dallas              | v. Slovenia; January 20, 2024            |
| HV                                                    | Jackson Ragen          | 24 tháng 9, 1998  | 0       | 0  | Seattle Sounders FC    | Training Camp January 8–16, 2024 INJ     |
| HV                                                    | Cameron Carter-Vickers | 31 tháng 12, 1997 | 16      | 0  | Celtic                 | v. Trinidad và Tobago; November 20, 2023 |
| HV                                                    | DeAndre Yedlin         | 9 tháng 7, 1993   | 81      | 0  | FC Cincinnati          | 2023 CONCACAF Gold Cup                   |
| HV                                                    | Aaron Long             | 12 tháng 10, 1992 | 35      | 3  | Los Angeles FC         | 2023 CONCACAF Gold Cup                   |
| HV                                                    | Matt Miazga            | 19 tháng 7, 1995  | 28      | 1  | FC Cincinnati          | 2023 CONCACAF Gold Cup                   |
| HV                                                    | Bryan Reynolds         | 28 tháng 6, 2001  | 7       | 1  | Westerlo               | 2023 CONCACAF Gold Cup                   |
| HV                                                    | Jalen Neal             | 24 tháng 8, 2003  | 6       | 0  | LA Galaxy              | 2023 CONCACAF Gold Cup                   |
| HV                                                    | Walker Zimmerman       | 19 tháng 5, 1993  | 42      | 3  | Nashville SC           | 2023 CONCACAF Nations League Finals      |
| HV                                                    | Auston Trusty          | 12 tháng 8, 1998  | 2       | 0  | Sheffield United       | 2023 CONCACAF Nations League Finals      |
| HV                                                    | Joshua Wynder          | 2 tháng 5, 2005   | 0       | 0  | Benfica B              | v. México; April 19, 2023                |
|                                                       |                        |                   |         |    |                        |                                          |
| TV                                                    | Luca de la Torre       | 23 tháng 5, 1998  | 20      | 0  | Celta Vigo             | 2024 CONCACAF Nations League Finals INJ  |
| TV                                                    | Aidan Morris           | 16 tháng 11, 2001 | 5       | 0  | Columbus Crew          | v. Slovenia; January 20, 2024            |
| TV                                                    | Josh Atencio           | 31 tháng 1, 2002  | 1       | 0  | Seattle Sounders FC    | v. Slovenia; January 20, 2024            |
| TV                                                    | Aziel Jackson          | 25 tháng 10, 2001 | 1       | 0  | St. Louis City SC      | v. Slovenia; January 20, 2024            |
| TV                                                    | Jack McGlynn           | 7 tháng 7, 2003   | 1       | 0  | Philadelphia Union     | v. Slovenia; January 20, 2024            |
| TV                                                    | Timothy Tillman        | 4 tháng 1, 1999   | 1       | 0  | Los Angeles FC         | v. Slovenia; January 20, 2024            |
| TV                                                    | Sean Zawadzki          | 21 tháng 4, 2000  | 1       | 0  | Columbus Crew          | v. Slovenia; January 20, 2024            |
| TV                                                    | Lennard Maloney        | 8 tháng 10, 1999  | 2       | 0  | 1. FC Heidenheim       | v. Trinidad và Tobago; November 20, 2023 |
| TV                                                    | Paxten Aaronson        | 26 tháng 8, 2003  | 1       | 0  | Vitesse                | v. Trinidad và Tobago; November 20, 2023 |
| TV                                                    | Tanner Tessmann        | 24 tháng 9, 2001  | 2       | 0  | Venezia                | v. Oman; September 12, 2023              |
| TV                                                    | Benjamin Cremaschi     | 2 tháng 3, 2005   | 1       | 0  | Inter Miami CF         | v. Oman; September 12, 2023              |
| TV                                                    | Cristian Roldan        | 3 tháng 6, 1995   | 37      | 0  | Seattle Sounders FC    | 2023 CONCACAF Gold Cup                   |
| TV                                                    | Jackson Yueill         | 19 tháng 3, 1997  | 16      | 0  | San Jose Earthquakes   | 2023 CONCACAF Gold Cup                   |
| TV                                                    | Gianluca Busio         | 28 tháng 5, 2002  | 13      | 1  | Venezia                | 2023 CONCACAF Gold Cup                   |
| TV                                                    | Djordje Mihailovic     | 10 tháng 11, 1998 | 11      | 3  | Colorado Rapids        | 2023 CONCACAF Gold Cup                   |
| TV                                                    | Alan Soñora            | 3 tháng 8, 1998   | 5       | 0  | Huracán                | 2023 CONCACAF Gold CupINJ                |
| TV                                                    | Kellyn Acosta          | 24 tháng 7, 1995  | 58      | 2  | Chicago Fire           | v. México; April 19, 2023                |
| TV                                                    | Paxton Pomykal         | 17 tháng 12, 1999 | 3       | 0  | FC Dallas              | v. México; April 19, 2023                |
|                                                       |                        |                   |         |    |                        |                                          |
| TĐ                                                    | Josh Sargent           | 20 tháng 2, 2000  | 23      | 5  | Norwich City           | 2024 CONCACAF Nations League Finals INJ  |
| TĐ                                                    | Esmir Bajraktarevic    | 10 tháng 3, 2005  | 1       | 0  | New England Revolution | v. Slovenia; January 20, 2024            |
| TĐ                                                    | Bernard Kamungo        | 1 tháng 1, 2002   | 1       | 0  | FC Dallas              | v. Slovenia; January 20, 2024            |
| TĐ                                                    | Diego Luna             | 7 tháng 9, 2003   | 1       | 0  | Real Salt Lake         | v. Slovenia; January 20, 2024            |
| TĐ                                                    | Duncan McGuire         | 5 tháng 2, 2001   | 1       | 0  | Orlando City SC        | v. Slovenia; January 20, 2024            |
| TĐ                                                    | Brian White            | 3 tháng 2, 1996   | 1       | 0  | Vancouver Whitecaps FC | v. Slovenia; January 20, 2024            |
| TĐ                                                    | Cade Cowell            | 14 tháng 10, 2003 | 8       | 1  | Guadalajara            | Training Camp January 8–16, 2024WD       |
| TĐ                                                    | Alejandro Zendejas     | 7 tháng 2, 1998   | 7       | 1  | América                | v. Trinidad và Tobago; November 20, 2023 |
| TĐ                                                    | Kevin Paredes          | 7 tháng 5, 2003   | 3       | 0  | VfL Wolfsburg          | v. Trinidad và Tobago; November 20, 2023 |
| TĐ                                                    | Jordan Morris          | 26 tháng 10, 1994 | 55      | 11 | Seattle Sounders FC    | 2023 CONCACAF Gold Cup                   |
| TĐ                                                    | Jesús Ferreira         | 24 tháng 12, 2000 | 23      | 15 | FC Dallas              | 2023 CONCACAF Gold Cup                   |
| TĐ                                                    | Brandon Vázquez        | 14 tháng 10, 1998 | 8       | 4  | Monterrey              | 2023 CONCACAF Gold Cup                   |
| TĐ                                                    | Julian Gressel         | 16 tháng 12, 1993 | 6       | 0  | Inter Miami CF         | 2023 CONCACAF Gold Cup                   |
| TĐ                                                    | Taylor Booth           | 31 tháng 5, 2001  | 2       | 0  | Utrecht                | 2023 CONCACAF Nations League Finals      |
| TĐ                                                    | Paul Arriola           | 5 tháng 2, 1995   | 50      | 10 | FC Dallas              | v. México; April 19, 2023 PRE            |
| TĐ                                                    | Daryl Dike             | 3 tháng 6, 2000   | 10      | 3  | West Bromwich Albion   | v. El Salvador; March 27, 2023           |
| - PRE = Đội hình sơ bộ - INJ = Rút lui vì chấn thương |                        |                   |         |    |                        |                                          |